# Liste der Nummer-eins-Hits in der Schweiz (1976)
Dies ist eine Liste der Nummer-eins-Hits in der Schweiz im Jahr 1976. Sie basiert auf den Top 10 bzw. 15 Singles der offiziellen Schweizer Hitparade. Es gab in diesem Jahr neun Nummer-eins-Singles.

## Singles
| ← 1975 ← | Liste der Nummer-eins-Hits in der Schweiz | Liste der Nummer-eins-Hits in der Schweiz | Liste der Nummer-eins-Hits in der Schweiz                                                            | 1977 →                    |
| \| Zeitraum \| Wo. ges. \| Interpret \| Titel Autor(en) \| Zusätzliche Informationen \| \| (Zeitraum, Wochen auf Platz eins, Interpret, Titel, Autor[en], zusätzliche Informationen) \| \| \| \| \| \| ----------------------------------------------------------------------------------------- \| -------- \| ------------------- \| ---------------------------------------------------------------------------------------------------- \| ------------------------- \| \| 17. Oktober 1975 – 5. Februar 1976 16 Wochen \| 16 \| Jean-Claude Borelly \| Dolannes Melodie Paul De Senneville, Olivier Toussaint \| – \| \| 6. Februar 1976 – 19. Februar 1976 2 Wochen \| 2 \| ABBA \| Mamma Mia Benny Goran Bror Andersson, Björn K. Ulvaeus \| – \| \| 20. Februar 1976 – 25. März 1976 5 Wochen \| 5 \| Harpo \| Moviestar Jan Svensson \| – \| \| 26. März 1976 – 1. April 1976 1 Woche \| 1 \| Pussycat \| Mississippi Werner A. Theunissen \| – \| \| 2. April 1976 – 24. Juni 1976 12 Wochen \| 12 \| ABBA \| Fernando Benny Goran Bror Andersson, Björn K. Ulvaeus, Stig Erik Leopold Anderson \| – \| \| 25. Juni 1976 – 29. Juli 1976 5 Wochen \| 5 \| Bellamy Brothers \| Let Your Love Flow Larry E. Williams \| – \| \| 30. Juli 1976 – 2. September 1976 5 Wochen \| 5 \| Peter Alexander \| Die kleine Kneipe Petrus Antonius Laurentius Kartner; deutscher Text: Michael Kunze, Oliver Spiecker \| – \| \| 3. September 1976 – 14. Oktober 1976 6 Wochen \| 6 \| Ricky King \| Verde Guido de Angelis, Maurizio de Angelis \| – \| \| 15. Oktober 1976 – 21. Januar 1977 14 Wochen \| 14 \| Boney M. \| Daddy Cool Musik: Frank Farian; Text: George Reyam \| – \| |                                           |                                           | |                           |
| ← 1975 |                                           |                                           | | → 1977 →                  |
| Zeitraum | Wo. ges.                                  | Interpret                                 | Titel Autor(en)                                                                                      | Zusätzliche Informationen |
| (Zeitraum, Wochen auf Platz eins, Interpret, Titel, Autor[en], zusätzliche Informationen) |                                           |                                           | |                           |
| 17. Oktober 1975 – 5. Februar 1976 16 Wochen | 16                                        | Jean-Claude Borelly                       | Dolannes Melodie Paul De Senneville, Olivier Toussaint                                               | –                         |
| 6. Februar 1976 – 19. Februar 1976 2 Wochen | 2                                         | ABBA                                      | Mamma Mia Benny Goran Bror Andersson, Björn K. Ulvaeus                                               | –                         |
| 20. Februar 1976 – 25. März 1976 5 Wochen | 5                                         | Harpo                                     | Moviestar Jan Svensson                                                                               | –                         |
| 26. März 1976 – 1. April 1976 1 Woche | 1                                         | Pussycat                                  | Mississippi Werner A. Theunissen                                                                     | –                         |
| 2. April 1976 – 24. Juni 1976 12 Wochen | 12                                        | ABBA                                      | Fernando Benny Goran Bror Andersson, Björn K. Ulvaeus, Stig Erik Leopold Anderson                    | –                         |
| 25. Juni 1976 – 29. Juli 1976 5 Wochen | 5                                         | Bellamy Brothers                          | Let Your Love Flow Larry E. Williams                                                                 | –                         |
| 30. Juli 1976 – 2. September 1976 5 Wochen | 5                                         | Peter Alexander                           | Die kleine Kneipe Petrus Antonius Laurentius Kartner; deutscher Text: Michael Kunze, Oliver Spiecker | –                         |
| 3. September 1976 – 14. Oktober 1976 6 Wochen | 6                                         | Ricky King                                | Verde Guido de Angelis, Maurizio de Angelis                                                          | –                         |
| 15. Oktober 1976 – 21. Januar 1977 14 Wochen | 14                                        | Boney M.                                  | Daddy Cool Musik: Frank Farian; Text: George Reyam                                                   | –                         |

## Jahreshitparade
| ← 1975 ← | Liste der Nummer-eins-Hits in der Schweiz                                                                            | Liste der Nummer-eins-Hits in der Schweiz | Liste der Nummer-eins-Hits in der Schweiz | 1977 →   |
| \| Position# \| Singles \| \| --------- \| -------------------------------------------------------------------------------------------------------------------- \| \| 1 \| Fernando ABBA Benny Goran Bror Andersson, Björn K. Ulvaeus, Stig Erik Leopold Anderson \| \| 2 \| Die kleine Kneipe Peter Alexander Petrus Antonius Laurentius Kartner; deutscher Text: Michael Kunze, Oliver Spiecker \| \| 3 \| Verde Ricky King Guido de Angelis, Maurizio de Angelis \| \| 4 \| Let Your Love Flow Bellamy Brothers Larry E. Williams \| \| 5 \| Mississippi Pussycat Werner A. Theunissen \| \| 6 \| Girls, Girls, Girls Sailor Georg Kajanus \| \| 7 \| Daddy Cool Boney M. Musik: Frank Farian; Text: George Reyam \| \| 8 \| Silver Bird Tina Rainford Renate Vaplus \| \| 9 \| Save Your Kisses for Me Brotherhood of Man Tony Hiller, Martin Barnes, Lee Sheriden \| \| 10 \| Rocky Frank Farian Jay Stevens; deutscher Text: Hans-Ulrich Weigel \| | |                                           |                                           |          |
| ← 1975 | |                                           |                                           | → 1977 → |
| Position# | Singles |                                           |                                           |          |
| 1 | Fernando ABBA Benny Goran Bror Andersson, Björn K. Ulvaeus, Stig Erik Leopold Anderson                               |                                           |                                           |          |
| 2 | Die kleine Kneipe Peter Alexander Petrus Antonius Laurentius Kartner; deutscher Text: Michael Kunze, Oliver Spiecker |                                           |                                           |          |
| 3 | Verde Ricky King Guido de Angelis, Maurizio de Angelis                                                               |                                           |                                           |          |
| 4 | Let Your Love Flow Bellamy Brothers Larry E. Williams                                                                |                                           |                                           |          |
| 5 | Mississippi Pussycat Werner A. Theunissen                                                                            |                                           |                                           |          |
| 6 | Girls, Girls, Girls Sailor Georg Kajanus                                                                             |                                           |                                           |          |
| 7 | Daddy Cool Boney M. Musik: Frank Farian; Text: George Reyam                                                          |                                           |                                           |          |
| 8 | Silver Bird Tina Rainford Renate Vaplus                                                                              |                                           |                                           |          |
| 9 | Save Your Kisses for Me Brotherhood of Man Tony Hiller, Martin Barnes, Lee Sheriden                                  |                                           |                                           |          |
| 10 | Rocky Frank Farian Jay Stevens; deutscher Text: Hans-Ulrich Weigel                                                   |                                           |                                           |          |